# ووربن
ووربن (به بلغاری: Vurben) یک منطقهٔ مسکونی در بلغارستان است که در شهرستان کیرکوفو واقع شده‌است.